# Чухрай Петро Павлович
Петро́ Па́влович Чухра́й (10 квітня 1950 — 4 січня 2018) — народний артист України (2000), громадський діяч, видатний бандурист—віртуоз, соліст і концертмейстер Національного оркестру народних інструментів України, професор, завідувач кафедри бандури і кобзарського мистецтва Київського Національного Університету Культури і Мистецтв, член президії національної спілки кобзарів України.

## Життєпис
Народився 10 квітня 1950 року в с. Боголюби,  Луцького району, Волинської області. Після закінчення музичної школи вступив до Луцького музичного училища (1965 р.). З 1969 по 1974 роки студент Київської державної консерваторії (клас професора С. Баштана).
З 1973 року працював у Державній академічній капелі бандуристів ім. П.Майбороди. Соліст Київської державної філармонії.
У 1973 році став лауреатом  Всесоюзного конкурсу виконавців на народних інструментах (І премія) та отримав премію за найкраще виконання класичних творів. В червні 1973 року став лауреатом Міжнародного конкурсу в м. Берліні.
В 1974—1975 рр. — служба в прикордонних військах. Отримав солдатську медаль «Відмінник прикордонних військ».
З 1979—2010 рр соліст Національного оркестру народних інструментів та концертмейстер групи бандур.
З 1977 року викладач Київської консерваторії. Студенти О.Петренко, М.Гладій, О.Каспрук, М.Кардаш, О.Ольшевська стали лауреатами Всеукраїнського конкурсу бандуристів. Т.Маломуж стала Народною артисткою України, Л.Гринюс — Заслуженим працівником культури, Є.Береза — Заслуженою артисткою України.
В 1981 році став Заслуженим артистом України.
1993—2017 — викладацька діяльність в Київському Національному Університеті Культури і Мистецтв на кафедрі Бандури та кобзарського мистецтва.
З 1999 — член президії Національної музичної спілки.
У 1999 році присвоєно вчене звання «Доцент». Студенти Н.Макуха, С.Кузьменко стали лауреатами Республіканського конкурсу бандуристів. Студенти С.Бублієнко, Т.Силенко — Заслужені артисти України. Н.Макуха — Кандидат педагогічних наук, викладач Полтавського університету, Л.Бораківська — Доктор філософських наук, концертний виконавець. За час роботи у КНУКіМ провів численні концерти класу (КНУКіМ, Будинок вчителя, ДМШ № 14). Багато учнів працюють в професійних колективах: Національний оркестр народних інструментів, Національна капела бандуристів, Ансамбль прикордонних військ, Запорізька філармонія, хори, а також викладачами бандури в різних регіонах України та в м. Києві.
У 2000 році присвоєно звання Народний артист України
У 2014—2016 рр. був завідувачем кафедри «Бандури та кобзарського мистецтва», організовував та проводив концерти капели бандуристів в м. Умані, м. Луцьку, м. Бучі, в Києві — в Будинку вчителя, Національному університеті ім. Т. Г. Шевченка, Будинку офіцерів.